# Peponapis smithi
Peponapis smithi är en biart som beskrevs av Hurd och Linsley 1966. Peponapis smithi ingår i släktet Peponapis och familjen långtungebin. Inga underarter finns listade i Catalogue of Life.